# Federico Trillo
Vous lisez un « article de qualité » labellisé en 2023.
Pour les articles homonymes, voir Trillo, Figueroa, Martinez et Condé.
Federico Trillo-Figueroa Martínez-Conde ([feðeˈɾiko ˈtɾiʝo fiɣeˈɾoa maɾˈtineθ ˈkonde]) est un homme d'État espagnol né le 23 mai 1952 à Carthagène (province de Murcie). Il est membre du Parti populaire (PP).
Fils d’un cadre du franquisme et membre de l’Opus Dei, il est diplômé en droit de l’université de Salamanque et docteur de l’université complutense de Madrid. Il devient juriste militaire en 1974, puis auditeur au Conseil d’État cinq ans plus tard.
Il adhère en 1982 à l’Alliance populaire (AP), dont il devient un haut responsable dans le domaine juridique. En 1989, il est nommé secrétaire général adjoint du nouveau Parti populaire, après avoir été pressenti comme secrétaire général, puis élu député d’Alicante. À l’ouverture de la IVe législature, il accède au bureau du Congrès des députés en tant que deuxième vice-président.
Il quitte ses fonctions à la direction du PP en 1990, et échoue à prendre la présidence du Congrès après les élections générales de 1993. Il y parvient trois ans plus tard, après que le PP a remporté la majorité relative lors des élections anticipées. Au cours de son mandat, il tente sans succès de réformer le règlement du Congrès.
À la suite des élections de 2000, il cède ses fonctions à Luisa Fernanda Rudi et intègre le gouvernement Aznar II au poste de ministre de la Défense. Sa gestion se révèle parfois consensuelle, avec la réforme des services de renseignement qui remplace le Cesid par le CNI ; et parfois controversée, quand il défend la participation de l'Espagne à la guerre d'Irak où il doit gérer les conséquences du crash d'un Yak-42 vétuste loué pour transporter des troupes espagnoles.
Après la victoire des socialistes aux élections de 2004, il retrouve des responsabilités parlementaires. Il est d'abord porte-parole pour les questions institutionnelles et négocie l'adoption consensuelle de la réforme de 2006 du statut d'autonomie de la Communauté valencienne. Il devient en 2008 porte-parole pour la justice et les libertés publiques. Cette nouvelle étape de sa vie politique reste marquée par les suites de l'accident du Yak-42, les familles des victimes demandant sans succès sa mise en examen à deux reprises.
Il se met en retrait de la vie politique avec le retour au pouvoir du PP en 2011, et devient en 2012 ambassadeur au Royaume-Uni. Il remet sa démission cinq ans plus tard, après que le Conseil d'État a reconnu la responsabilité directe du ministère de la Défense dans le crash du Yak-42. Il réintègre alors le corps des auditeurs de cette même institution.

## Famille

### Origines
Federico Trillo-Figueroa Martínez-Conde naît le 23 mai 1952 à Carthagène, dans la province de Murcie.
Il est le fils de Federico Trillo-Figueroa Vázquez et Eloísa Martínez-Conde Muñoz. Son père, d'origine galicienne, est un poids lourd du régime franquiste. Juriste militaire, il est notamment membre des Cortes, maire de Carthagène dans les années 1960, puis occupe plusieurs postes de gouverneur civil jusqu'en 1974. Il meurt en 2002, à 82 ans. Sa mère décède 15 ans plus tard, à l'âge de 90 ans,.

### Mariage et enfants
Federico Trillo épouse en 1976 María José Molinuevo, avocate au Tribunal des comptes, fille d'un juge et née à Orihuela, dans la province d'Alicante. Ils ont cinq enfants : María José, Federico, Marta, Mercedes et Santiago, dit « Yago ».
Catholique pratiquant, il appartient à l'Opus Dei.

## Débuts professionnels

### Haut fonctionnaire
Federico Trillo s'inscrit en droit à l'université de Salamanque, où il obtient une licence. Il passe ensuite son doctorat à l'université complutense de Madrid (UCM).
En 1974, il obtient la première place au concours d'accès au corps juridique de la Marine espagnole, qu'il intègre. Il s'inscrit cinq ans plus tard au concours du corps des auditeurs du Conseil d'État. À nouveau premier de sa promotion, il rejoint l'institution le 21 juin 1980,.
Il travaille d'abord au sein de la section de l'Économie et des Finances. Il passe ensuite à la section de l'Administration territoriale et de l'Intérieur, puis finit son parcours à la section des Affaires étrangères. Au sein de celle-ci, il participe à l'élaboration de l'avis sur l'intégration de l'Espagne à l'Organisation du traité de l'Atlantique nord (OTAN), comme rédacteur puis rapporteur.

### Juriste de l'Alliance populaire

Federico Trillo est le directeur juridique de l'Alliance populaire dans les années 1980.

Federico Trillo s'engage en politique en 1982, en rejoignant l'Alliance populaire (AP), parti de la droite conservatrice fondé par Manuel Fraga, ancien ministre de Francisco Franco. Il devient aussitôt responsable du cabinet juridique de l'AP, puis secrétaire général technique du groupe parlementaire. Il se voit confier, en avril 1987, la représentation de ce même groupe devant le Tribunal constitutionnel.
Lors de la réunion du comité directeur national de l'AP le 11 juillet 1988, il se range aux côtés de José María Aznar, Juan Ramón Calero et Isabel Tocino pour critiquer la manière dont le président du parti, Antonio Hernández Mancha, entend convoquer le prochain congrès, prévu en janvier 1989, plus particulièrement la répartition du nombre de délégués par fédération, qui semble favoriser le dirigeant sortant. Deux jours plus tard, Federico Trillo dénonce publiquement la gouvernance de Mancha, annonçant que la minorité est prête à soumettre au futur conclave de l'AP une « candidature alternative », tout en affirmant sa volonté de rassemblement et d'intégration. Il présente peu après sa démission — en même temps que José María Aznar —, mais celle-ci est refusée par la direction du parti,.

## Ascension

### Cadre du nouveau Parti populaire
Federico Trillo est choisi, en novembre 1988, comme responsable de l'organisation de la campagne de Manuel Fraga pour récupérer la présidence de l'Alliance populaire au congrès de janvier 1989. Il est alors présenté comme le principal candidat au poste de secrétaire général du parti.
Finalement, cette fonction est confiée au député des Asturies, Francisco Álvarez-Cascos, tandis que Trillo devient, le 22 janvier 1989, secrétaire général adjoint du nouveau Parti populaire (PP) — qui succède à l'AP —, aux côtés de Juan José Lucas et Rodrigo Rato. Il est spécifiquement chargé de la coordination des affaires parlementaires, sous l'autorité du vice-président Miguel Herrero. En avril suivant, il reconnaît qu'il mène des négociations avec le Centre démocratique et social (CDS) pour renverser le maire socialiste de Madrid, Juan Barranco, mais refuse de parler d'un accord ou d'annoncer formellement le dépôt d'une motion de censure. L'accord entre les deux formations est finalement signé au début du mois de mai.
Le 26 août suivant, il se réunit avec le président du PP, le secrétaire général et les deux autres secrétaires généraux adjoints dans la maison de Fraga à Perbes, dans la province de La Corogne, afin de déterminer qui sera le prochain candidat du parti à la présidence du gouvernement. Le chef du parti souligne sa préférence pour Isabel Tocino, Rato appuie Miguel Herrero, tandis que Trillo et Lucas défendent José María Aznar. Bien que Fraga considère que Tocino soit capable de réunir 500 000 voix de plus qu'Aznar, il opte finalement pour ce dernier face à l'insistance des deux responsables.

### Député d'Alicante
Au début de septembre 1989, le nom de Federico Trillo est cité comme potentiel candidat aux élections législatives anticipées du 29 octobre dans la circonscription de Madrid. Effectivement candidat, il est cependant investi tête de liste dans la circonscription d'Alicante, ayant par ailleurs la charge de la confection des candidatures avec ses collègues Lucas et Rato. Après avoir été élu au Congrès des députés, il en est désigné deuxième vice-président au cours de la séance constitutive de la IVe législature, le 21 novembre 1989.
À l'occasion du Xe congrès du PP, le 31 mars 1990, il quitte ses fonctions de secrétaire général adjoint — qui est remplacé par deux vice-secrétaires généraux — au profit d'un poste de membre de la commission exécutive nationale.
Au cours d'une réunion à Bilbao, le 5 février 1992, il annonce que le PP prépare un recours contre la loi de sécurité publique — ou « loi Corcuera », du nom du ministre qui la porte —, qui n'est pas encore définitivement adoptée par les Cortes Generales. Il précise que sa formation considère inconstitutionnels l'extension de la définition du flagrant délit pour justifier la perquisition sans mandat judiciaire, la rétention pour contrôle d'identité, et l'obligation de régler les amendes avant de pouvoir les contester. Il appelle une semaine plus tard « tous ceux qui veulent soulager leur conscience » à appuyer le recours. Bien qu'opposés au texte, Izquierda Unida (IU) — qui a lancé une pétition pour saisir le Défenseur du peuple — et le Centre démocratique et social lui opposent une fin de non-recevoir. Le 18 novembre 1993, le Tribunal constitutionnel annule à l'unanimité la possibilité de mener des perquisitions sans mandat sous prétexte de suspicion de la commission d'un délit, une décision que Trillo qualifie de « grand triomphe pour la liberté de tous les Espagnols ».
Il est confirmé au sein de l'exécutif du PP lors du XIe congrès, le 6 février 1993. Il est ensuite réélu député d'Alicante, puis il présente sa candidature au poste de président du Congrès des députés lors de la session constitutive de la Ve législature, le 29 juin 1993. Opposé au sortant socialiste, Félix Pons, il n'obtient que 142 voix — une de plus que le nombre de députés du PP — et échoue largement à défaire Pons, qui en totalise 184. Il est ensuite maintenu comme deuxième vice-président avec 89 suffrages, le groupe populaire ayant divisé ses voix entre lui et Luis Ramallo, qui devient quatrième vice-président.
Le XIIe congrès du Parti populaire le confirme comme membre de la commission exécutive nationale le 20 janvier 1996. À moins de trois mois des élections anticipées, il est pressenti comme un sérieux candidat au ministère de la Justice, ou à la présidence du Congrès.

## Président du Congrès des députés

### Élection

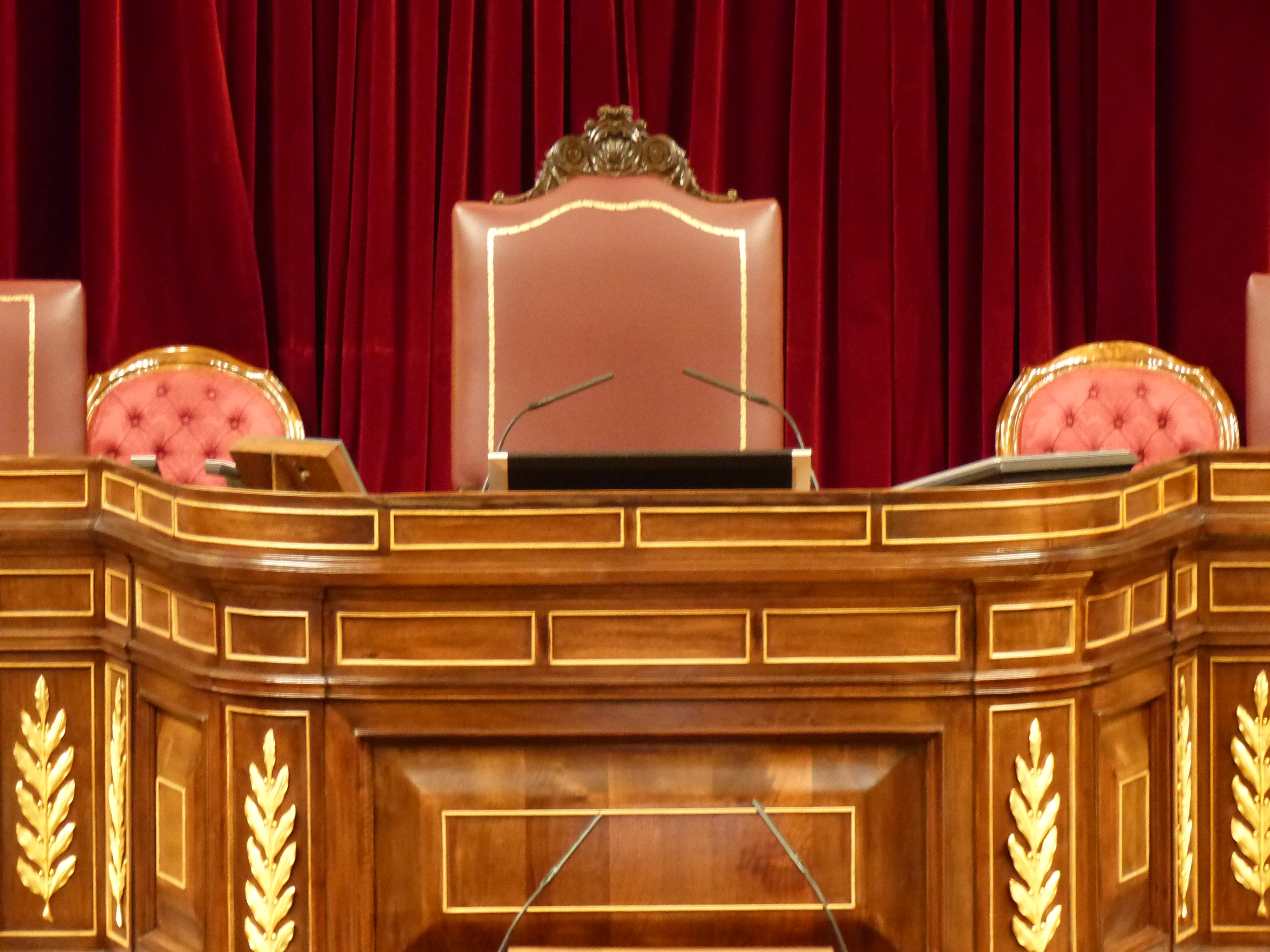
Federico Trillo est élu président du Congrès des députés à 45 ans.

Après la victoire relative du PP aux élections législatives et sénatoriales du 3 mars 1996, celui-ci passe le 20 mars un accord avec Convergence et Union (CiU), le Parti nationaliste basque (EAJ/PNV) et la Coalition canarienne (CC) en vue de la formation des bureaux du Congrès et du Sénat, qui prévoit notamment que les nationalistes soutiennent le candidat du parti pour la présidence de chaque chambre. À cette occasion, Rodrigo Rato refuse de confirmer que Federico Trillo sera proposé pour diriger les travaux du Congrès. Dès le lendemain, le porte-parole du groupe socialiste, Joaquín Almunia, indique qu'il ne soutiendra pas une éventuelle candidature du député d'Alicante, qu'il considère comme manquant de « profil institutionnel ».
José María Aznar, président du parti, se fend le 22 mars d'une déclaration ambiguë en disant aux journalistes que « si vous me demandez si Trillo me semble un bon candidat à la présidence du Congrès, je dirais que oui, mais le PP en tant que tel ne nomme pas de candidat », jouant sur le fait que les titulaires des postes de direction de la chambre basse la représentent dans son ensemble et non leur seul groupe parlementaire. Finalement, le PP confirme le 26 mars que Federico Trillo est bien son candidat pour occuper le plus haut poste du bureau du Congrès.
Le 27 mars 1996, Federico Trillo est élu, à 45 ans, président du Congrès des députés par 179 voix favorables contre 160 au candidat socialiste, Jordi Solé Tura. Dans son premier discours, il en appelle au dialogue « sur la base de la tolérance », définit les Cortes comme « la construction dialectique de la raison politique » et juge qu'« il n'y a pas de majorités fermées » au sein du Congrès qui se constitue ce jour-là.

### Investiture de José María Aznar
Peu après sa prise de fonction, Federico Trillo annonce son intention d'organiser la séance parlementaire destinée à l'investiture du candidat à la présidence du gouvernement, José María Aznar, dans les 15 premiers jours du mois d'avril, puis il indique le 10 avril que l'investiture se tiendra probablement le 19 ou le 23 du même mois, soulignant que « l'équilibre constitutionnel » ne permet pas de l'organiser au-delà de la fin du mois.
Il propose finalement son premier calendrier au bureau du Congrès le 16 avril, qui envisage les options des 22 et 23, ou des 29 et 30 avril. Sa proposition est cependant repoussée, le socialiste José Vicente Beviá Pastor et le nationaliste catalan Josep López de Lerma lui rappelant que le choix de la date du débat est une compétence exclusive du président du Congrès des députés. López de Lerma souligne toutefois que le bureau a pris note de la volonté de Trillo d’organiser la session avant la fin du mois. Le 26 avril, il annule la réunion du bureau prévue le jour même et au cours de laquelle il comptait annoncer la date du débat d'investiture, après qu'Aznar l'a informé lors d'une entrevue au siège national du PP, rue de Gênes à Madrid, ne pas être en mesure de remporter le vote, et que Convergence et Union a refusé qu'une date soit fixée avant d'avoir ratifié un accord avec le Parti populaire.
CiU et le PP ayant conclu leur pacte le 27 avril, les deux partis s'entendent pour que la session parlementaire devant permettre l’accession d'Aznar au palais de la Moncloa se tienne les 3 et 4 mai. Ce deuxième jour étant un samedi, le président du Congrès est contraint de solliciter l'autorisation du bureau et de la conférence des porte-paroles pour réunir la chambre en fin de semaine. Le lendemain, Trillo convoque formellement la séance d'investiture pour les dates indiquées et fait savoir qu'il a demandé au ministre de la Présidence, Alfredo Pérez Rubalcaba, si le Bulletin officiel de l'État (BOE) pourra être édité un dimanche, afin que le décret de nomination d'Aznar puisse être publié dès le lendemain de son élection, une situation que Rubalcaba valide en rappelant qu'elle s'est déjà produite par le passé. Les deux instances de direction de la chambre basse approuvent le 30 avril la tenue d'une séance un samedi, permettant de confirmer le calendrier prévu. Le 4 mai, Federico Trillo annonce que le Congrès des députés a accordé sa confiance à José María Aznar par 181 voix pour, 166 contre et une abstention.

### Tentative de réforme du règlement
Au cours d'une réunion du bureau du 4 juin 1996, Federico Trillo indique aux vice-présidents et secrétaires son intention de mener à bien la réforme du règlement du Congrès des députés, un objectif poursuivi sans succès au cours des deux législatures précédentes. En installant le 13 juin la commission parlementaire du Règlement, il met en place un groupe de travail (Ponencia) spécialement consacré à cette réforme. Il explique que l'objectif poursuivi est de « dynamiser, revitaliser et rendre toute sa dignité à l'institution qui accueille la souveraineté populaire », soulignant qu'une société qui a été privée de Parlement pendant 50 ans « conserve, dans certains secteurs, ce qu'on pourrait appeler le virus de l'antiparlementarisme ».
Lors d'une visite à la Junte générale de la principauté des Asturies le 16 décembre, il dit avoir bon espoir que le nouveau règlement soit approuvé avant l'été, révélant qu'il existe déjà plusieurs ébauches de réforme. Entre mai 1997 et mars 1998, un certain nombre d'accords sont trouvés entre les groupes parlementaires, prévoyant notamment que des députés puissent s'exprimer à titre individuel lors de la discussion générale en complément des porte-paroles des groupes, que la création d'une commission d'enquête ne puisse être repoussée qu'à la majorité absolue des députés ou encore que les députés ayant fait défection soient transférés dans le groupe mixte en qualité de « non-inscrits », réduisant ainsi leur temps d'intervention et leurs moyens financiers. Le travail du groupe de parlementaires tombe ensuite dans les limbes et s'arrête pendant plus de six mois, jusqu'à ce que Trillo prenne l'initiative de réunir, le 13 octobre 1998, les parlementaires concernés à Chinchón afin de relancer la révision du règlement, qui fait partie des promesses électorales du Parti populaire.
La rencontre entre les députés atteint son objectif puisque les porte-paroles du Parti populaire, Luis de Grandes, et du Parti socialiste, Luis Martínez Noval, s'entendent pour remettre en marche le groupe de travail, bien que leur principal désaccord persiste : le PSOE souhaite voir le nouveau règlement s'appliquer immédiatement et le PP préfère attendre le début de la prochaine législature. Moins de trois mois plus tard, le 5 janvier 1999, le député socialiste Álvaro Cuesta donne pour morte la possibilité de conclure un accord entre son groupe et le groupe populaire, dénonçant la responsabilité du président du Congrès qui aurait, selon lui, réduit la réforme réglementaire à « de la pure communication ». Trillo, sur instruction de José María Aznar qui souhaite voir cette réforme aboutir, convoque les porte-paroles parlementaires le 24 février, mais constate que le blocage persiste sur la date d'entrée en vigueur entre le PSOE et les autres groupes parlementaires, les élus présents ayant confirmé leur entente sur la question des commissions d'enquête ou de l'expression individuelle des députés. Bien que conservateurs et socialistes aient décidé au mois d'avril de rouvrir le dialogue, Trillo annonce en octobre que le projet est définitivement enterré en raison de la mésentente entre les deux grands partis.

## Ministre de la Défense

### Prise de fonction

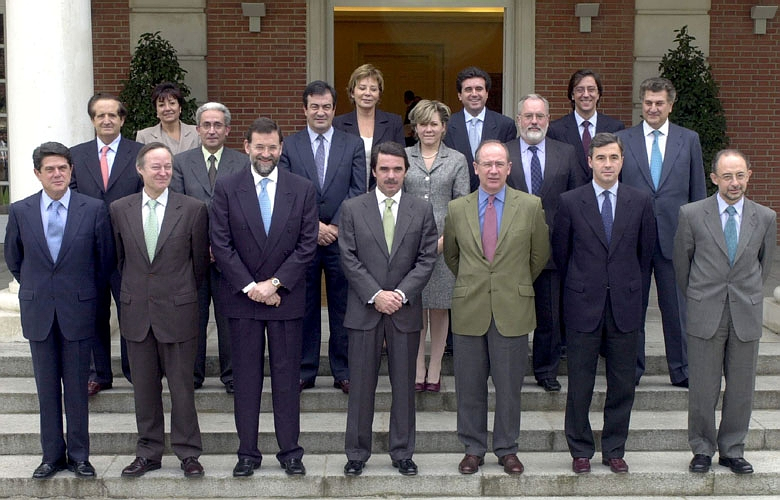
Federico Trillo est ministre de la Défense du gouvernement Aznar II, entre 2000 et 2004.

À la suite des élections générales du 12 mars 2000, Aznar convoque Federico Trillo au palais de la Moncloa 29 mars et l'informe qu'il devra céder à la présidence du Congrès — qu'il était disposé à conserver — à Luisa Fernanda Rudi. Il lui indique dans le même temps qu'il intégrera son second gouvernement, sans préciser à quel poste. Trillo est alors pressenti pour le ministère de la Justice, la ministre, Margarita Mariscal de Gante, étant destinée à présider une commission parlementaire, ou celui de la Défense, où d'autres rumeurs placent le premier vice-président du gouvernement, Francisco Álvarez-Cascos. Il réunit donc une toute dernière fois la députation permanente le 4 avril, afin de faire adopter le compte-rendu des travaux de cette instance, validé à l'unanimité.
Lorsque Aznar dévoile la composition de son nouvel exécutif le 27 avril suivant, il révèle que Federico Trillo est nommé ministre de la Défense. Il fait ainsi partie des huit nouveaux ministres désignés par le président du gouvernement. Lors de sa prise de fonction, il tient à rappeler sa condition de militaire en indiquant « Je suis l'un des vôtres, et je demanderai à être reçu comme tel ». Succédant à Eduardo Serra, il souligne que 21 ans après avoir abandonné la vie militaire pour la politique, cette dernière le « ramène à la maison ». Son père, général du corps juridique de la Marine, assiste en uniforme à l'intronisation de son fils.

### Réforme des services secrets

Federico Trillo porte la réforme des services secrets qui aboutit à la création du CNI.

Lors de sa comparution devant la commission de la Défense du Congrès, le 6 juin 2000, Federico Trillo annonce son intention de réformer en profondeur le Centre supérieur d'information de la Défense (CESID), en faisant adopter une nouvelle loi relative au contrôle parlementaire et judiciaire des services secrets et en nommant un civil en remplacement du directeur d'alors, le général Javier Calderón. Il exprime sa volonté de parvenir à un consensus sur cette transformation, un souhait pris au mot par le groupe parlementaire socialiste, qui invite Trillo à « négocier sérieusement » après l'échec des deux tentatives de son prédécesseur sous le précédent mandat. Il précise, en février 2001, qu'il désire ouvrir les négociations avec les autres partis au mois de mai, soit après le départ de Calderón.
Le 29 juin, le Conseil des ministres nomme le diplomate Jorge Dezcallar directeur du CESID et lui attribue le rang de secrétaire d'État, dont le général Calderón ne bénéficiait pas. Moins de quatre mois plus tard, le ministre de la Défense annonce être parvenu à un accord avec le Parti socialiste ouvrier espagnol, Convergence et Union et la Coalition canarienne sur les grandes lignes de la réforme des services secrets, alors que les avant-projets de loi de création du Centre national de renseignement (CNI) et de contrôle judiciaire ont été transmis pour avis au Conseil d'État et au Conseil général du pouvoir judiciaire.
Les deux projets de loi sont approuvés en séance plénière le 7 mars 2002 avec l'opposition d'Izquierda Unida, du Parti nationaliste basque, de la Gauche républicaine de Catalogne et du Bloc nationaliste galicien. Conformément à la nouvelle réglementation, le CNI sera soumis à l'autorité du ministère de la Défense, disposera d'objectifs annuels exposés dans la directive du renseignement, élaborée par le gouvernement et tenue secrète, et devra disposer de l'autorisation d'un juge du Tribunal suprême — désigné par le Conseil du pouvoir judiciaire — pour réaliser des écoutes ou des perquisitions. Le Sénat adopte à son tour les deux textes le 24 avril sans amendement, de manière qu'ils puissent être publiés très rapidement au Bulletin officiel de l'État. Ne cachant pas sa satisfaction après ce vote, Trillo affirme qu'il a atteint « l'un des objectifs de la politique de Défense de cette législature ».

### Guerre en Irak

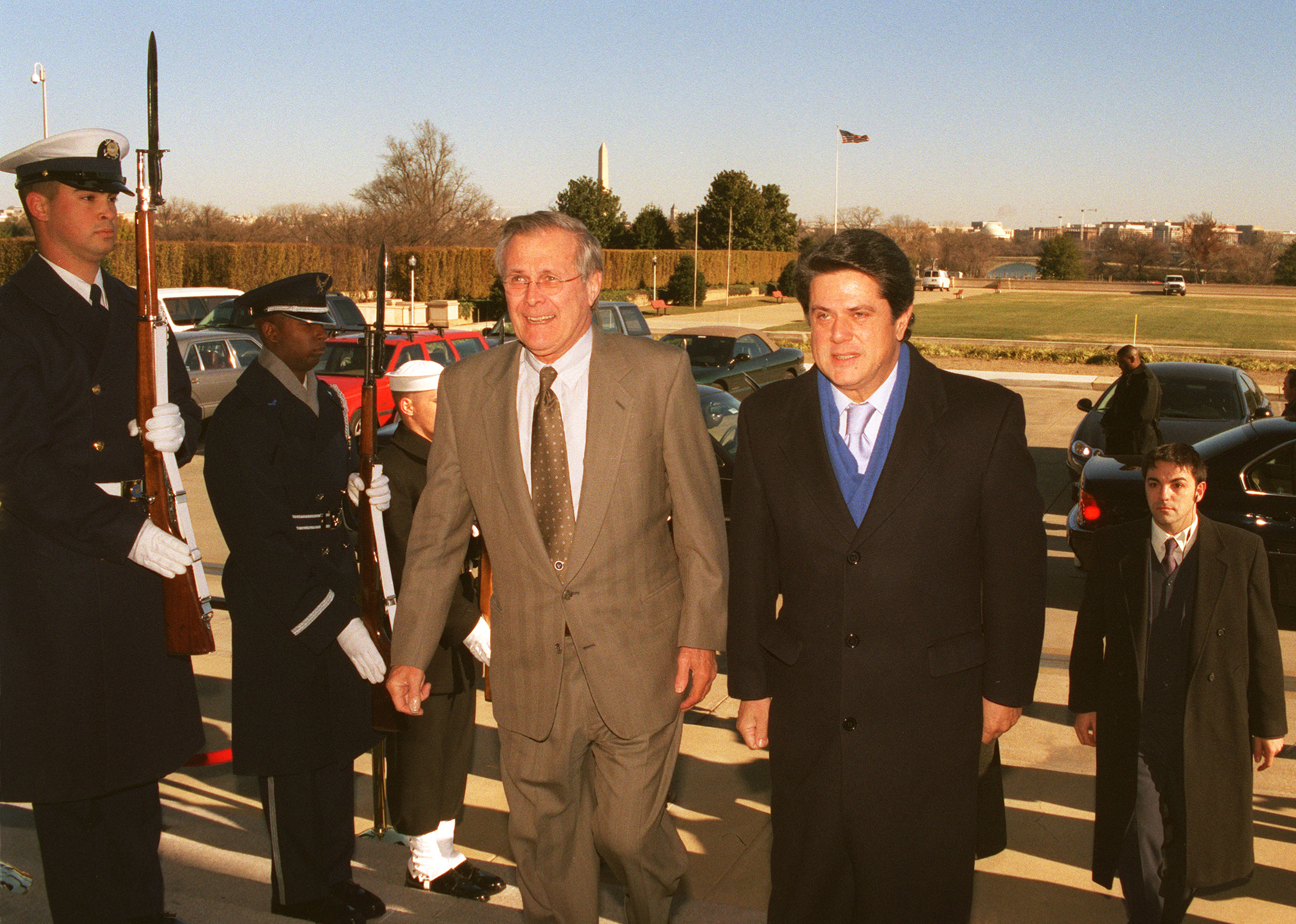
Federico Trillo défend la participation de l'Espagne à la guerre d'Irak aux côtés des États-Unis.

Alors que la guerre d'Irak se profile, Federico Trillo explique le 9 février 2003 à la Conférence de Munich sur la sécurité que « ce n'est pas l'ONU qui doit démontrer qu'elle a plus de capacité d'inspection, c'est l'Irak qui doit prouver qu'il respecte les résolutions », affirmant que « le problème, c'est Saddam Hussein ». Selon lui, « augmenter le nombre d'inspecteurs n'apporte rien. Le problème ce n'est pas plus ou moins d'inspecteurs, mais le manque de collaboration de Saddam Hussein. Le problème, ce ne sont pas les inspecteurs, ce sont les inspectés ».
Interrogé le 17 février par Radio Nacional de España sur la construction de baraquements pour 300 soldats sur la base navale de Rota et l'autorisation de déployer 25 avions ravitailleurs sur la base aérienne de Morón, il rétorque que « le gouvernement n'a pas le droit » de s'opposer à l'utilisation de ces deux bases par les Forces armées des États-Unis en vertu des accords de Madrid de 1953. Il ajoute que « aucune condition d'usage n'a été posée qui ne soit en dehors des accords, et jusqu'à présent, tout ce qui a été demandé est conforme au contenu des traités ». Il précise le 12 mars, lors d'une séance de questions au gouvernement au Sénat, que 1 032 transits aériens et 124 transits maritimes ont été opérés sur les deux bases andalouses, mais sans préciser sur quelle période de temps. Il tient alors à souligner que lors de la guerre du Golfe, sous le gouvernement du socialiste Felipe González, 8 000 escales aériennes et 237 navales s'étaient produites. Il indique en outre que plusieurs articles des accords de 1953 ont été activés récemment, notamment un concernant le montage de nouvelles installations, et que l'US Air Force n'a pas demandé l'autorisation de déployer sur le sol espagnol des bombardiers B-52.
À l'issue de la réunion du Conseil des ministres du 7 mars, le ministre de la Défense présente au président du gouvernement les plans élaborés par son ministère pour une éventuelle participation à l'offensive américano-britannique en Irak. Ceux-ci prévoient notamment le déploiement dans le golfe Persique du porte-avions Príncipe de Asturias et de six avions de combat F/A-18 en Turquie, dans le cadre de l'OTAN, mais aucune participation aux combats au sol. Le 18 mars, José María Aznar annonce aux députés que le contingent espagnol se composera de 900 hommes et réalisera des missions de soutien, au moyen d'un navire d'assaut amphibie, d'une frégate d'escorte et d'un pétrolier. Par ailleurs, six F/A-18 seront bien déployés en Turquie afin de défendre sa frontière d'éventuelles attaques irakiennes. Le gouvernement décide, quatre jours plus tard, que la participation espagnole aux opérations sera financée par le programme budgétaire destiné aux opérations de maintien de la paix ; à cet égard, Trillo assure que la somme engagée ne dépassera pas les 600 millions d'euros dépensés sur l'année 2002.

### Crash du Yak-42

#### Premières réactions

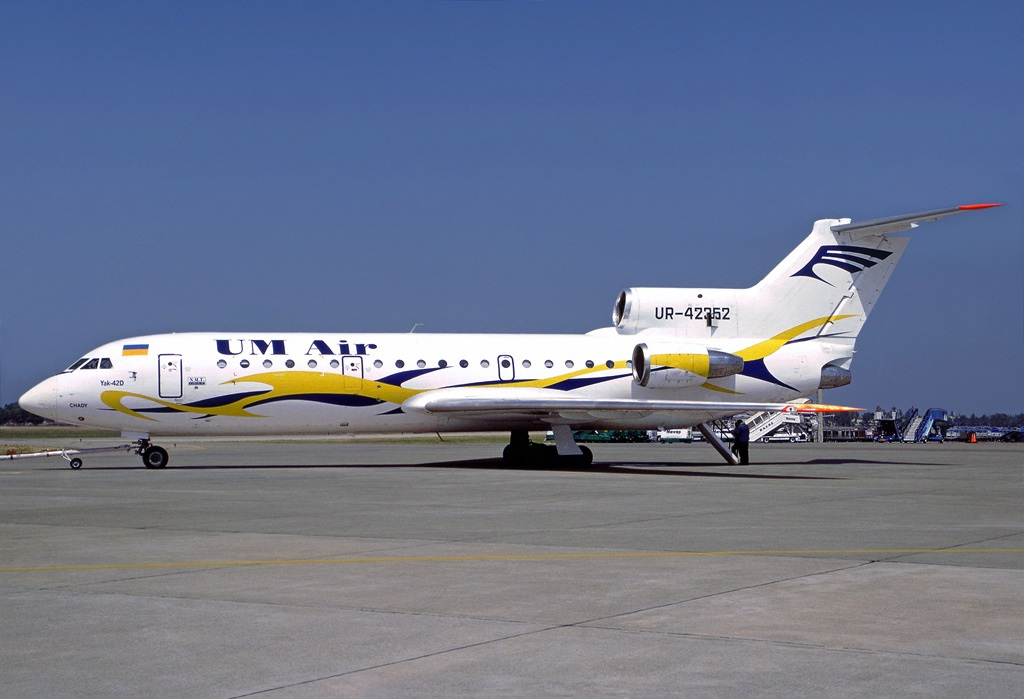
La mort de 62 soldats dans le crash d'un Yak-42 d'UM Air génère une importante polémique.

Le 26 mai 2003, le Yakovlev Yak-42 opérant le vol UM Airlines 4230 et rapatriant à Saragosse 62 militaires espagnols déployés en Afghanistan s'écrase à proximité de l'aéroport de Trabzon, sur le littoral de la mer Noire. Le lendemain de la catastrophe, Federico Trillo se rend sur le site de l'accident : il affirme que celui-ci est dû aux mauvaises conditions météorologiques et défend la sûreté de l'appareil, soulignant que l'Espagne a utilisé des Yak-42 à 40 reprises sans difficulté. Les familles dénoncent pour leur part le mauvais état des avions affrétés par le gouvernement espagnol, s'exprimant au nom de leurs proches militaires dont la liberté d'expression est limitée par leur statut.
Après que le ministre de la Défense a affirmé que l'Agence de maintenance et d'appui de l'OTAN (NAMSA) — qui a conclu le contrat de location de l'avion avec l'entreprise britannique Chapman Freeborn, qui l'a ensuite sous-traité à UM Airlines — avait « choisi, révisé, entretenu et inspecté » le Yakovlev sinistré, le porte-parole de l'Alliance atlantique, Yves Brodeur, lui rétorque que la NAMSA n'en a pas la possibilité, qu'elle se contente de vérifier que la documentation est conforme à la réglementation et qu'elle a joué un simple rôle d'intermédiaire dans la conclusion de l'accord entre l'État espagnol et la compagnie anglaise,. Deux jours après le crash, des funérailles nationales sont organisées sur la base aérienne de Torrejón de Ardoz : si le roi Juan Carlos Ier, la reine Sophie et le prince des Asturies sont unanimement applaudis, Aznar et Trillo sont hués par une partie des familles aux cris de « Assassins ! », « Dépensez l'argent ! » ou encore « Comment osez-vous les faire voler dans ce tas de ferraille ? », d'autres proches des victimes condamnant cette attitude.
Le ministre de la Défense révèle, en février 2004, avoir remis au président du gouvernement sa démission le soir-même, mais que ce dernier l'a rejetée car démissionner reviendrait à fuir ses responsabilités. Il fait savoir neuf mois plus tard suivant qu'il a proposé de relever de ses fonctions le chef d'État-major de la Défense (JEMAD), l'amiral Antonio Moreno Barberá, mais qu'Aznar lui a opposé une fin de non-recevoir.
Il réaffirme le 29 mai 2003 que le Yak-42 est le plus sûr pour transporter les militaires espagnols, et rappelle que le ministère de la Défense n'a pas d'autre choix que de louer des avions puisque les compagnies aériennes ne desservent pas les zones de conflit et que les C-130 Hercules dont dispose l'armée sont affectés au transport de matériel. Il souligne par ailleurs que la location d'avions ukrainiens n'est en rien liée à des contraintes budgétaires « ou à d'autres raisons inavouables ». Trillo prend cependant la décision, le 2 juin, après une réunion avec José María Aznar, de suspendre avec effet immédiat tous les contrats en cours entre la NAMSA et Chapman Freeborn concernant les troupes espagnoles, justifiant ce choix par sa volonté « d'éviter les inquiétudes » et précisant que « cela n'implique en aucune manière une mise en cause ou une reconnaissance d'un quelconque lien de cause à effet » avec le crash. Le 4 juin, le président du gouvernement réaffirme sa confiance envers son ministre de la Défense et exclut de le relever de ses fonctions.

#### Témoignages et rapports
Auditionné ce même 4 juin par le Congrès des députés, Federico Trillo annonce aux parlementaires que l'agence NAMSA a écarté, lors de son appel d'offres, les candidatures d'Air Europa et Iberia car elles n'étaient pas techniquement convenables. Les deux sociétés réfutent ces déclarations dès le lendemain, affirmant n'avoir jamais postulé au marché de l'OTAN. Au cours de cette même comparution, il affirme que son ministère n'a jamais reçu de plainte concernant l'état des avions avant la catastrophe, et que la seule réclamation émise antérieurement à l'accident concernait les démarches douanières auxquelles avaient été soumis les soldats de retour de mission deux semaines avant le crash. À la suite du débat sur l'état de la Nation, le Congrès rejette, le 1er juillet, une résolution réprouvant son action, avec les seules voix du Parti populaire et de la Coalition canarienne.
Un rapport, établi par son cabinet ministériel et remis le 18 juillet à la commission de la Défense du Congrès, contredit les déclarations du ministre six semaines plus tôt. Il présente en effet quatorze plaintes, sur une période de dix mois, concernant des vols réalisés à bord d'avions de l'ancienne Union soviétique affrétés par le ministère espagnol de la Défense, soit un tiers des voyages effectués, mais celles-ci sont restées au stade l'État-major de la Défense et n'ont pas été transmises au ministre ou ses collaborateurs. Le 19 janvier 2004, Trillo annonce qu'il assume l'intégralité d'un rapport d'audit réalisé par un officier supérieur, qui reconnaît que le transport aérien des troupes « n'était pas réalisé dans des conditions optimales » et que les réclamations des soldats n'ont jamais été suivies d'effet, sans pour autant chercher à établir une quelconque responsabilité. Après que le journal El País a révélé, le 18 février, que le ministère de la Défense dispose de deux rapports classés secrets, élaborés par le Centre national de renseignement (CNI) et le service de renseignement de l'armée de terre (CISET) antérieurement au crash et critiques des conditions de rapatriement des contingents espagnols, Trillo assure qu'il n'était pas au courant des conditions de vol des avions de l'ex-URSS et qu'il n'a pas connaissance de l'existence d'un rapport établi par le CISET. En octobre 2004, une note du nouveau chef d'État-major, Félix Sanz Roldán, conclut que le rapport du CISET a « selon toute vraisemblance » été transmis à Federico Trillo.
Au début du mois de mars, il réfute qu'il y ait pu avoir la moindre erreur d'identification parmi les 62 cadavres espagnols, comme des informations de presse le laissent entendre. Soulignant le professionnalisme de l'équipe médicale espagnole présente en Turquie — à laquelle ne participait aucun médecin légiste —, il déclare que « le gouvernement regrette qu'une affaire si douloureuse fasse l'objet d'un traitement médiatique si peu rigoureux et si peu respectueux de l'intimité des victimes et de la douleur des familles ». Pourtant le 24 juin suivant, l'Institut de toxicologie d'Istambul confirme que la moitié des corps n'ont pas été correctement identifiés.

## Après le gouvernement

### Nouvelles responsabilités au Parti populaire
Le Parti socialiste ouvrier espagnol (PSOE) remporte les élections générales du 14 mars 2004. Federico Trillo est alors remplacé au ministère de la Défense par José Bono. La passation de pouvoir, avec son successeur, a lieu le 19 avril. De retour de plein exercice au Congrès des députés, il est choisi comme porte-parole du groupe populaire au sein de la commission constitutionnelle : le PP a décidé que ses anciens ministres ne seraient pas responsables du suivi des politiques dont ils avaient la responsabilité au gouvernement. À l'occasion du XVe congrès national du Parti populaire, il est maintenu dans ses responsabilités de président du comité des droits et des garanties — poste qu'il occupe depuis le 8 janvier 2003 en remplacement de José Manuel Romay — et de membre élu de la commission exécutive, un choix du nouveau président Mariano Rajoy perçu comme un geste envers les cadres historiques du parti.
Lors du XVIe congrès national, Mariano Rajoy le choisit pour occuper un poste à responsabilités, au sein de la commission exécutive. Il le désigne ainsi, le 23 juin 2008, coordonnateur de la Justice et des Libertés publiques. Il lui confie la mission de négocier avec les socialistes — aux côtés de la porte-parole parlementaire Soraya Sáenz de Santamaría — les accords régaliens concernant la justice et la lutte contre le terrorisme. Il prend ainsi la succession d'Ignacio Astarloa, renvoyé pour avoir soutenu les tenants du remplacement de Rajoy à l'occasion du conclave et jusqu'ici interlocuteur conservateur privilégié du ministre socialiste de l'Intérieur, Alfredo Pérez Rubalcaba,.

### Suites de l'affaire du Yak-42

#### Réprobation par le Congrès
Le 29 juin 2004, Federico Trillo présente ses « plus sincères excuses » aux familles des victimes du crash du Yak-42, après la révélation des erreurs d'identification des cadavres : « je regrette profondément que ces erreurs aient causé encore plus de douleur aux proches ». Il ajoute que toutes les personnes impliquées ont agi « de bonne foi à chaque instant, sans être jamais conscientes de ces inexactitudes », soulignant que les médecins militaires présents ont travaillé « au maximum de leurs capacités et avec d'énormes difficultés ». Il y revient le 3 septembre, pour assurer « qu'aucune autorité politique ou militaire de la Défense n'avait connaissance des irrégularités d'identification », puis précise que « personne ne nous a tenu informés de telles erreurs », semblant rejeter la faute sur les officiers chargés de ce dossier.
Il déclare le 12 avril 2005 que « José Bono a tout à fait raison au sujet de son bilan : tout ce qu'il a fait depuis un an a été de retirer les troupes d'Irak et de poursuivre l'affaire du Yakovlev, alors qu'il y a sans doute depuis le début bien d'autres choses à faire au ministère de la Défense » ; il se voit alors vertement critiqué par l'Association des familles des victimes. Les proches des disparus lui reprochent « son manque de dignité et de sensibilité » et l'appellent à « dire tout ce qu'il sait » au juge de l'Audience nationale qui enquête sur l'accident et ses conséquences. Devant la commission de la Défense du Congrès le 29 juin suivant, il renvoie toute la responsabilité de l'affaire sur les officiers généraux, affirmant n'avoir « accusé aucun militaire » et avoir pris des risques « bien qu'ils [l']aient laissé seul ». Il souligne également que c'est l'Armée de l'air qui avait la responsabilité directe du vol. Ces remarques n'empêchent pas la commission de réprouver son action sur ce dossier par 22 voix « pour » et 15 voix « contre », toutes issues du Parti populaire. Au lendemain de ces déclarations, les chefs d'État-Major remettent au ministre Bono une déclaration réclamant que « dans la mesure du possible, il soit évité toute allusion négative au comportement des Forces armées en relation avec des affaires qui relèvent exclusivement du champ politique ». Cette réaction reste inédite de la part de la haute hiérarchie.

#### Mise en cause judiciaire

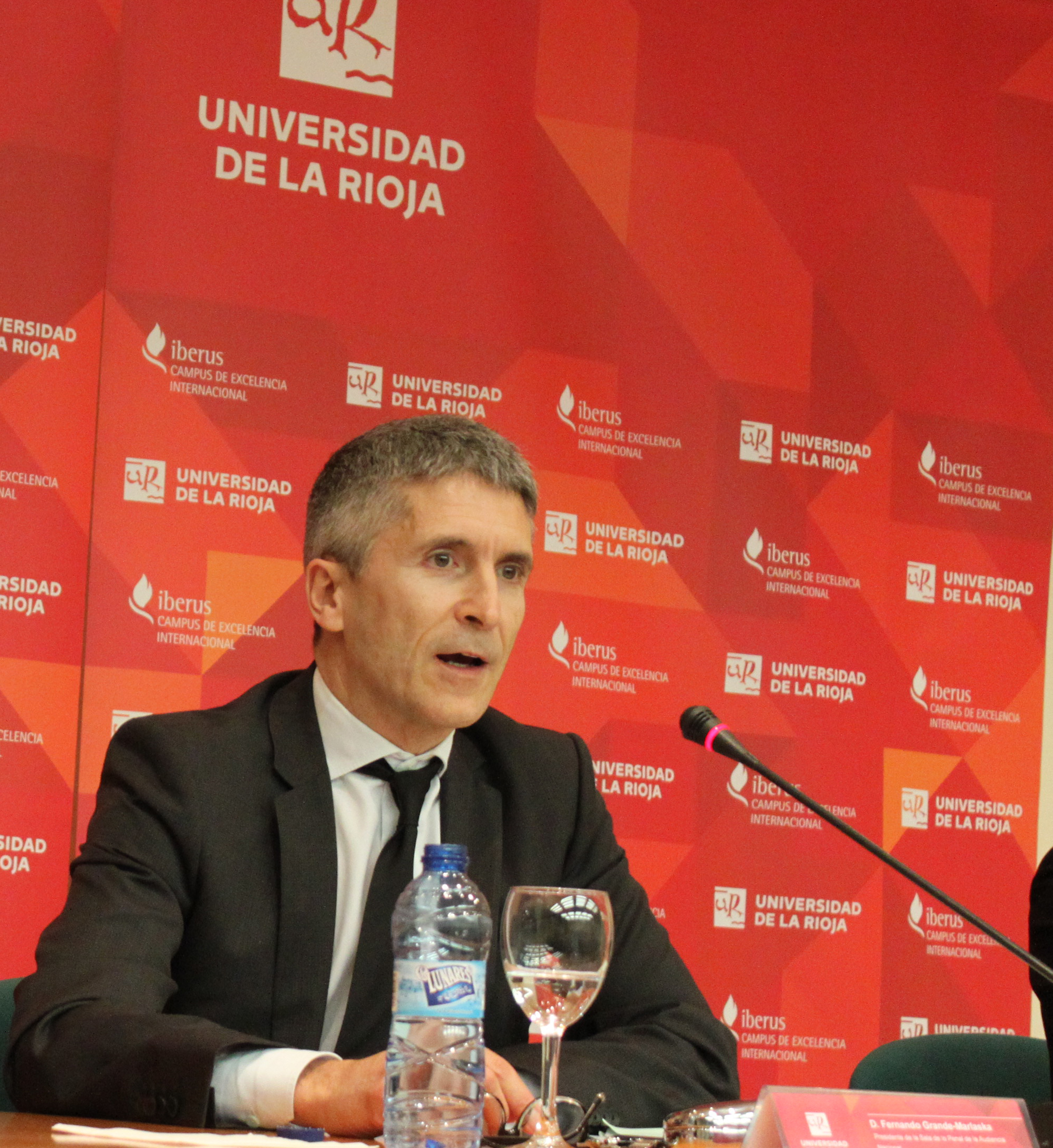
Le juge d'instruction Fernando Grande-Marlaska refuse de mettre Federico Trillo en examen en 2008.

Le 22 janvier 2008, la chambre pénale de l'Audience nationale contraint le juge d'instruction Fernando Grande-Marlaska à rouvrir l'information judiciaire qu'il avait close en juin précédent ; elle lui ordonne notamment de procéder à de nouvelles auditions de témoins, notamment celle de Federico Trillo. L'ex-ministre annonce trois jours plus tard son intention de témoigner par écrit et non dans le cabinet du magistrat instructeur. Dans son témoignage, il rejette à nouveau toute responsabilité sur les autorités militaires en affirmant que la gestion des vols constituait « une déconcentration du pouvoir » et non « une pure délégation ».
Les familles des victimes demandent le 14 mai à Grande-Marlaska la mise en examen de Trillo des chefs de « détournement de fonds publics », « faux en écriture » et « homicide par omission ». Mais ce dernier renvoie la question au Tribunal suprême, dont la chambre pénale refuse de se prononcer en estimant que c'est au juge d'instruction d'apporter les éléments à charge justifiant une mise en examen. Pourtant celui-ci reconnaît ne pas en disposer.
Le 19 mai 2009, alors que la justice a condamné trois hauts gradés à des peines de prison pour les erreurs d'identification des cadavres, Federico Trillo maintient sa ligne de défense : il affirme que l'équipe médicale a agi de « de bonne foi […] dans des circonstances particulièrement difficiles », qu'il respecte mais ne partage pas le jugement ; il exprime envers les victimes son respect et sa reconnaissance, leur rendant hommage. En mars 2010, la chambre pénale de l'Audience nationale, saisie en appel par les familles, confirme la décision du magistrat instructeur de ne pas mettre Trillo en examen. La chambre suit en cela les réquisitions du procureur.

### Nouveau statut d'autonomie valencien
Dans la perspective de la réforme du statut d'autonomie de la Communauté valencienne, Federico Trillo est choisi, le 18 septembre 2006, comme principal orateur du groupe populaire au Congrès des députés, en lieu et place du porte-parole du groupe et ancien président de la Généralité valencienne, Eduardo Zaplana. Ce dernier est en conflit avec la direction du Parti populaire de la Communauté valencienne. Lors de la discussion générale en séance plénière deux jours plus tard, il défend donc l'acceptation du projet, évoquant le « double consensus » dont il fait l'objet entre les partis du territoire et au niveau national. Selon lui, « quand il s'agit de parler sérieusement de l'Espagne, de ses communautés autonomes et de la structure constitutionnelle, il n'est pas nécessaire de faire de grands efforts pour s'entendre avec le Parti socialiste, quelles que soient nos nombreuses et profondes divergences sur d'autres sujets », dans une référence voilée au projet de réforme du statut de la Catalogne.
À ce titre, il participe avec Soraya Sáenz de Santamaría et Serafín Castellano à une réunion, avec les socialistes Alfonso Perales, Ramón Jáuregui, Ciprià Ciscar et Joan Ignasi Pla, pour déterminer les amendements que chaque groupe présentera, avec la bénédiction de l'autre, à la proposition de réforme. Ils s'entendent notamment sur la limitation de la récupération du droit foral abrogé par les décrets de Nueva Planta au seul droit civil coutumier ; sur le fait que la Généralité valencienne ne pourra pas décider seule de la création de nouveaux tribunaux, que son conseil judiciaire sera régulé par une loi organique et non une loi régionale et que le tribunal supérieur de justice ne pourra pas édicter de doctrine au niveau national ; sur la restriction de l'application d'une clause obligeant à garantir aux institutions valenciennes le même niveau de compétences décentralisées qu'une autre communauté autonome dont le statut aurait été révisé postérieurement ; sur la limitation des compétences dans le domaine maritime et associatif pour éviter d'entrer en collision avec l'État ; et sur le fait que le droit d'accès à l'eau est attribué aux habitants de la communauté autonome et non à cette dernière, afin de ne pas laisser entendre que les territoires disposent de compétences dans le transfert des eaux entre bassins versants.
Après que les socialistes ont accepté que le seuil électoral du Parlement valencien soit figé dans la loi électorale propre à la Communauté valencienne, donc retiré leur amendement prévoyant de le fixer à 3 % dans le statut d'autonomie, PSOE et PP confirment leur accord pour adopter ensemble la réforme statutaire. Celle-ci est ainsi approuvée le 2 février 2006 par la commission constitutionnelle par 33 voix favorables. Les autres groupes parlementaires refusent de prendre part au vote en signe de protestation contre le retrait de l'amendement socialiste. À l'ouverture de la réunion, Federico Trillo déclare que « aujourd'hui, alors qu'il paraît impossible de parvenir à des consensus, nous l'avons fait, en dépassant les méfiances et pressions de tiers qui n'ont pas le niveau de représentation du Parti populaire et du Parti socialiste ». Le 9 février, la loi organique est adoptée en séance plénière du Congrès des députés par 294 voix pour et 32 voix contre. Lors du débat, l'ancien ministre de la Défense présente le texte « comme un exemple » des futures réformes statutaires en affirmant « qu'il ne s'arrête à mi-chemin de rien du tout, d'on ne sait quel destin confus hors de la Constitution », en référence là encore au futur statut de la Catalogne.

## Retrait de la politique
Le PP remporte la majorité absolue aux élections générales anticipées du 20 novembre 2011, mais Federico Trillo ne se voit ni appeler au sein du gouvernement Rajoy, ni confier de tâche au sein du groupe parlementaire. Il est pressenti, au mois de février, pour prendre la direction de l'ambassade d'Espagne aux États-Unis, en remplacement de Jorge Dezcallar. Pourtant le nouveau ministre des Affaires étrangères, José Manuel García-Margallo, s'était engagé à réserver les ambassades à des diplomates, exception faite « des personnes extraordinaires en des circonstances extraordinaires ». Lors du XVIIe congrès national du Parti populaire, organisé peu après, il est relevé de ses fonctions au profit d'Iñaki Oyarzábal et devient simple membre du comité exécutif, sur nomination discrétionnaire du président du parti.
Le Conseil des ministres du 30 mars le désigne finalement ambassadeur d'Espagne au Royaume-Uni. Un mois plus tôt devant le Congrès, le chef de la diplomatie avait qualifié Federico Trillo de « quelqu'un d'extraordinaire » en réponse à une interpellation de la socialiste Elena Valenciano. Il démissionne alors du mandat parlementaire qu'il occupe depuis 1989, et prend officiellement ses fonctions à Londres six semaines plus tard, le 15 mai. Son siège revient à Julia de Micheo, qui a été sa collaboratrice à la présidence du Congrès puis au ministère de la Défense, et enfin dans ses responsabilités à la direction du PP.
Il annonce sa démission environ cinq ans plus tard, le 12 janvier 2017, après que le Conseil d'État reconnaisse, dans un rapport, la responsabilité directe du ministère de la Défense dans le crash du Yakovlev-42 du 26 mai 2003, dans la mesure où les autorités étaient pleinement informées du mauvais état des avions et avaient la capacité de cesser d'affréter ces vols ; pourtant Trillo ne cite à aucun moment cette affaire dans les raisons qui le poussent à quitter ses fonctions. À sa demande, il réintègre le corps des auditeurs du Conseil d'État au début du mois de février ; il rejoint la huitième section, consacrée à l'agriculture, la pêche, l'alimentation et l'environnement.